# Хаусбрунн
Хаусбрун (нем. Hausbrunn) — ярмарочная коммуна (нем. Marktgemeinde) в Австрии, в федеральной земле Нижняя Австрия. 
Входит в состав округа Мистельбах.  Население составляет 864 человека (на 31 декабря 2005 года). Занимает площадь 16,17 км². Официальный код  —  31620.

## Политическая ситуация
Бургомистр коммуны — Йохан Рут (СДПА) по результатам выборов 2005 года.
Совет представителей коммуны (нем. Gemeinderat) состоит из 15 мест.
- СДПА занимает 10 мест.
- АНП занимает 5 мест.